# Junkers Ju 352
Junkers Ju 352 Herkules byl německý třímotorový transportní letoun smíšené konstrukce z období druhé světové války, který byl pokračovatelem typu Junkers Ju 252.

## Vznik
Na jaře 1943 nařídilo Reichsluftfahrtministerium konstrukční kanceláři společnosti Junkers v Dessau překonstruování transportního letounu Ju 252 na výrobu z nedeficitních materiálů. Řadové pohonné jednotky Junkers Jumo 211 měly být nahrazeny hvězdicovými vzduchem chlazenými devítiválci BMW-Bramo 323 R-2 po 882 kW se stavitelnými dřevěnými vrtulemi VDM firmy Messerschmitt.

## Vývoj
První prototyp Ju 352 V1 byl zalétán 1. října 1943 ve Fritzlaru, kam byl program z kapacitních důvodů mateřského závodu převeden. Ve stejném měsíci poprvé vzlétl i druhý prototyp Ju 352 V2. Obrannou výzbroj tvořil od třetího vyrobeného kusu kanón MG 151 ráže 20 mm instalovaný v hydraulicky ovládané věži HD 151/L.
Již před ukončením testů obou prototypů RLM objednalo 10 předsériových Ju 352 A-0, které současně nesly prototypové označení V3 až V12.

## Nasazení
První Ju 352 převzala Luftwaffe v listopadu 1943, další tři pak v prosinci. Poslední dva exempláře A-0 byly dodány v únoru 1944 společně s dvojicí Ju 352 A-1.
Letouny byly používány ke speciálním přepravním akcím. Dva z nich byly přiděleny I./KG 200, koncem roku 1944 byla většina produkce převelena k Grossraum-Transportgruppe v Tutow, která byla podřízena Luftflotte Reich.
Jeden kus byl po válce ukořistěn Brity.
Po osvobození Československa byl na letišti Ruzyně nalezen jeden poškozený Ju 352 A-1 (Werk-Nr.100023). Následné opravy, probíhající v dílnách ČLS v Ruzyni, byly dokončeny v první polovině července 1945 ve spolupráci s továrnou Letov. Renovovaný stroj znovuzalétal od 12. do 16. července 1945 pilot František Kládek, poté byl zařazen ke Cvičné a dopravní skupině na letišti Letňany. Posledním letem Ju 352 u CDS byl 22. srpna 1945 transport automobilu Tatra 87 do Moskvy jako dar továrny Tatra pro Stalina. Zpět na Ruzyň se letoun vrátil 28. srpna. Stroj pak převzala Letecká dopravní skupina, která od 26. května 1945 zajišťovala leteckou dopravu na domácích i zahraničních tratích. Posledním letem u LDS byl návrat z dalšího letu do Moskvy 24. února 1946. Po odstavení na letišti v Ruzyni byl na přelomu let 1946/47 komisionálně zrušen.

## Specifikace (Ju 352 A-1)
Údaje podle

### Technické údaje
- Osádka:
- Kapacita:
- Rozpětí: 34,20 m
- Délka: 24,20 m
- Výška: 6,60 m
- Hmotnost prázdného letounu: 12 500 kg
- Vzletová hmotnost: 19 520 kg
- Pohonná jednotka:
- Výkon pohonné jednotky:

### Výkony
- Maximální rychlost ve výšce 4000 m: 330 km/h
- Cestovní rychlost: 240 km/h
- Dostup: 6000 m
- Maximální dolet: 2980 km